# Jules og Jim
Jules og Jim (fransk: Jules et Jim) er en fransk film fra 1962 instrueret af François Truffaut baseret på Henri-Pierre Rochés halvbiografiske roman af samme navn. Filmen handler om de to venner, Jules og Jim, hvis venskab sættes på prøve, da de møder den frisindede Catherine. Filmen blev lavet som et led i den franske ny bølge, som Truffaut var en af de centrale instruktører i. Trods en i første omgang lidt blød modtagelse er filmen senere indskrevet i filmkunstens historie blandt de bedste. Desuden er dens musik blev rangeret blandt de bedste i verden. Blandt de få priser, filmen modtog i samtiden, var en Bodil for bedste europæiske film.

## Handling
Filmen foregår i tiden umiddelbart inden 1. verdenskrig forskellige steder i Frankrig, Tyskland og Østrig. Den generte østrigske forfatter Jules (Oskar Werner) bliver ven med den mere udadvendte Jim (Henri Serre). De er begge interesserede i kunsten og bohemelivet, og i begyndelsen af filmen bliver de begge fortryllet af en statue af en gudinde med et ophøjet smil.
Efter at have flirtet med flere kvinder møder de den frisindede og lunefulde Catherine (Jeanne Moreau), som de ser som en levende udgave af statuen. Catherine og Jules bliver kærester, men hun får også indflydelse på Jims liv med sin tilstedeværelse og sit livssyn. Umiddelbart før krigen erklæres, flytter Jules og Catherine til Østrig for at blive gift. Begge mændene kommer nu til at deltage i krigen på hver sin side af fronten og er begge bange for at blive konfronteret med hinanden med risikoen for at skulle dræbe vennen.
Efter krigens afslutning opsøger Jim Jules og Catherine og kommer til at bo hos dem. Ægteparret har en lille datter, men er i øvrigt ikke lykkeligt. Catherine har adskillige affærer, hvilket piner Jules; blandt andet har Catherine forladt sin familie i et halvt år på et tidspunkt. Hun flirter nu med Jim, der aldrig har glemt hende, og Jules, der er desperat for, at Catherine skal forsvinde helt ud af hans liv, giver nu sin velsignelse til, at Catherine og Jim bliver gift. Det vil dog i det mindste give ham mulighed for at besøge dem og se Catherine jævnligt. 
Denne ordning fungerer en periode, hvor de alle bor i Østrig, men efterhånden opstår der spændinger mellem Jim og Catherine, fordi de ikke kan få børn. Jim forlader hende derpå og vender tilbage til Paris, hvorefter Catherine accepterer deres adskillelse. 
Efter nogle år møder Jim tilfældigvis Jules i Paris og finder ud af, at Jules og Catherine har fundet sammen igen og er flyttet til Frankrig. Catherine forsøger at vinde Jim tilbage, men denne afviser. I vrede forsøger hun at skyde ham, men han vrister pistolen fra hende og flygter.
I filmens afslutning mødes de tre, og Catherine tager Jim ind i sin bil under påskud af, at hun skal vise ham noget. Hun sikrer sig, at Jules ser dem, og mens de er i bilen, kører hun af sted og kører den ud fra en bro, der er i stykker, hvorved de begge dør. Til slut ser man Jules, der er alene tilbage, efterladt med sin sorg.

## Medvirkende
- Jeanne Moreau – Catherine
- Oskar Werner – Jules
- Henri Serre – Jim
- Vanna Urbino – Gilberte
- Boris Bassiak – Albert
- Anny Nelsen – Lucie
- Sabine Haudepin – Sabine, Catherine og Jules' datter

## Filmens stil
Filmen er et eksempel på den franske ny bølge. Jules og Jim indeholder en række nyskabende elementer, som indklip af virkelige nyhedsklip, stillbilleder, panoreringer, optagelser med bevægeligt kamera og en speaker, der taler hen over billederne. Fotografen Raoul Coutard, der ofte arbejdede sammen med Jean-Luc Godard, havde til optagelserne anskaffet de nyeste letvægtskameraer, der muliggjorde ekstremt fleksible optagelser og dermed en flydende stil. Der var for eksempel monteret kameraer på cykler til at optage nogle scener. 
På lydsiden var den stemningsfulde musik skabt af Georges Delerue. Sange "Le tourbillion" ("Hvirvelvinden"), der opsamler forholdet mellem de tre hovedpersoner, blev et hit. Replikkerne var hovedsagelig på fransk tilsat lidt tysk og en enkelt linje på engelsk. 